# Sárközy Erika
Sárközy Erika (Budapest, 1947. október 15.) magyar szociológus, újságíró, az idősödő társadalom kutatója.

## Életpályája
Egyetemi tanulmányait az ELTE BTK szociológia szakán végezte el. 1972-1980 között a Magyar Rádió riportere, szerkesztő-műsorvezetője, vezető szerkesztője volt. 1980-1984 között a Magyar Televízió munkatársa, 1984-től 10 évig főmunkatársa, 1990-1994 között főszerkesztője volt. 1991-1992 között a Nyilvánosság Klub megfigyelő testületének tagja volt. 1991-1994 között a MÚOSZ etikai bizottságának alelnöke, az elnökség tagja. 1994-1996 között a Petőfi Rádió adófőszerkesztőjeként dolgozott. 1996-1997 között a Magyar Televízió műsorokért felelős alelnöke volt. 1998 óta az Erasmus Közéleti Kommunikációs Intézet alapító igazgatója. 2005-2007 között a Magyar Kommunikációtudományi Társaság alapító főtitkára volt. 2007 és 2009 között a Budapesti Kommunikációs és Üzleti Főiskola (Ma Metropolitan Egyetem) tanára volt. 2009-től az Egyesült Államokban él. Új érdeklődési területe a gyorsan idősödő társadalmak fenntarthatósága. 2014-ben hazatért és kis kutatóműhelyében megszületett a CédrusNet koncepció és kísérleti programjai. Az első mintaprogramot Kecskeméten valósította meg 2018 és 2020 között. A CédrusNet az első nagy hatású és nyitott társadalmi innováció Magyarországon.

## Magánélete
Budapesten él egyedül. Gyermekei: Máté (1973) Brüsszelben, Zsófia (1985). Két unokája, Hanna Vincze és Daniel Vincze Belgiumban él.

## Emlékezetes műsorai
- Kamera – Az Iskolatelevízió film- és tévéesztétikai műsora
- Krónika (Rádió)
- Egy kismama naplója (Rádió)
- A Reggel (TV)
- Ablak (TV)
- Hőmérő (TV)

## Publikációi
- Erasmus könyvek. Az Osiris Kiadó és az Erasmus Közéleti Kommunikációs Intézet közös kiadványa; sorozatszerk. Sárközy Erika; Osiris–Erasmus Közéleti Kommunikációs Intézet, Bp., 1999–
- Politikai kultúra, politikai kommunikáció (1999)
- Erasmus books. Erasmus Institute for Public Communication; sorozatszerk. Sárközy Erika; Akadémiai, Bp., 2000-
- Rendszerváltás és kommunikáció (2000)
- Közéleti kommunikáció; szerk. Buda Béla, Sárközy Erika; Akadémiai, Bp., 2001 (Erasmus könyvek)
- Kampánykommunikáció; szerk. Sárközy Erika, Schleicher Nóra; Akadémiai, Bp., 2003 (Erasmus könyvek)
- Magyar médiatörténet (2005) szerkesztő
- CédrusNet Városlabor – tanulmány